# Малые ГЭС Казахстана
Малые ГЭС Казахстана — малые гидроэлектростанции мощностью менее 25 МВт, расположенные на территории республики Казахстан.
Казахстан, в связи с наличием горного рельефа в южной и восточной части страны, обладает существенным гидроэнергетическим потенциалом. Реки региона принадлежат к бассейну реки Иртыш в восточной и северной части страны, реки Урал в западной части страны, реки Сырдарья и рек бассейна озера Балхаш в южной части страны. Гидроэнергетический потенциал используется несколькими крупными и средними ГЭС — Бухтарминская ГЭС, Усть-Каменогорская ГЭС и Шульбинская ГЭС на Иртыше, Капчагайская ГЭС на реке Или, Чардаринская ГЭС на Сырдарье, Мойнакская ГЭС на реке Чарын.

## Алматинский каскад
Расположен в Алматинской области, на реках Большая и Малая Алматинка. Состоит из 11 малых ГЭС общей мощностью 49,15 МВт, введённых в период 1944—1954 года. Собственник каскада — государственное АО «Алматинские электрические станции». Возможно развитие каскада за счёт создания двух малых ГЭС общей мощностью 5 МВт.

## Лениногорский каскад
Расположен в Восточно-Казахстанской области, на реках Громотуха и Тихая. Состоит из двух действующих ГЭС общей мощностью 11,78 МВт и нескольких ныне не функционирующих ГЭС, введённых в 1928—1949 годах. Собственник каскада — ТОО «Риддер ГЭС».

## Каратальский каскад
Расположен в Алматинской области, на реке Каратал. Состоит из четырёх действующих и нескольких проектируемых ГЭС. В случае полного развития, каскад должен состоять из 10 ГЭС.

### Каратальская ГЭС-1
Строительство ГЭС началось в 1950 году, пущена в 1953 году, строительство завершено в 1954 году. Мощность ГЭС — 10,08 МВт, среднегодовая выработка 50 млн кВт⋅ч. В состав сооружений ГЭС входят водосбросная плотина, водоприёмник, деривационный канал, двухкамерный отстойник, деривационный трубопровод, уравнительный резервуар, три напорных водовода, здание ГЭС, отводящий канал. В здании ГЭС установлено 3 вертикальных гидроагрегата с радиально-осевыми турбинами, работающими при расчётном напоре 46,2 м. Турбины приводят в действие гидрогенераторы мощностью по 3,36 МВт. Производитель гидроагрегатов — венгерская фирма Ganz. Проводится реконструкция станции в виде замены рабочих колес турбин. Собственник ГЭС — ТОО «Казцинк-ТЭК», принадлежащее ТОО «АСПМК-519»,.

### Каратальская ГЭС-2
Начало строительства ГЭС — 31 апреля 2007 года, окончание строительства — 19 сентября 2008 года. ГЭС деривационного типа, расположена ниже Каратальской ГЭС (осуществляет водозабор из её отводящего канала). Состав сооружений ГЭС:
- железобетонный водозаборный узел, с тремя металлическими затворами;
- железобетонный деривационный канал сечением 6×3 м, протяженностью 1331 м;
- железобетонный напорный бассейн с аванкамерой, шугосбросом и затворами;
- два железобетонных турбинных водовода сечением 2×2,2 м и длиной 86 м каждый;
- здание ГЭС;
- ОРУ 35 кВ;
- железобетонный отводящий канал сечением 6×3 м, длиной 228 м;
- холостой водосброс длиной 220 м с водобойным колодцем;
- делитель с затворами;
- земляной сбросной канал сечением 6×3 м и длиной 150 м.

Мощность ГЭС — 4 МВт (по другим данным — 4,4 МВт), среднегодовая выработка — 19,5 млн кВт⋅ч. В здании ГЭС учтановлено два гидроагрегата мощностью по 2 МВт, работающих на расчетном напоре 19,8 м при общем расходе воды 25 м³/сек. Поставщик оборудования — французская фирма SA «Mecamidi». ОРУ 35 кВ однотрансформаторное. Проект ГЭС разработан ТОО «Казгидро». Собственник станции — ТОО «Каскад Каратальских ГЭС».

### Каратальская ГЭС-3
Начало строительства ГЭС — февраль 2009 года, окончание строительства — 22 декабря 2009 года. Расположена ниже Каратальской ГЭС-2 и осуществляет водозабор из её отводящего канала. ГЭС деривационного типа. Состав сооружений ГЭС:
- водоприемник;
- деривационный канал длиной 1 255 м;
- напорный бассейн;
- турбинные водоводы;
- здание ГЭС;
- отводящий канал;
- делитель сбросной;
- холостой сброс;
- ОРУ 35 кВт.

Мощность ГЭС — 4,4 МВт, в здании ГЭС установлены три гидроагрегата. Поставщик оборудования — китайская фирма «Шанли». Проект ГЭС разработан ТОО «Казгидро». Собственник станции — ТОО «Каскад Каратальских ГЭС».

### Каратальская ГЭС-4
Введена в строй 28 июня 2010 года.. Мощность ГЭС — 3,5 МВт (по другим данным — 3,1 МВт). Проект ГЭС разработан ТОО «Казгидро». Собственник станции — ТОО «Каскад Каратальских ГЭС».

## Каскад ГЭС на реке Иссык
Иссыкский каскад расположен в Енбекшиказахском районе Алматинской области, на реке Иссык. Включает в себя 4 ГЭС. Собственник каскада — ТОО «ЭнергоАлем».

### Иссыкская ГЭС-1
Строящаяся станция, крупнейшая в каскаде. Мощность 5 МВт. Гидроагрегат производства фирмы Andritz с радиально-осевой турбиной, работающей на напоре 144,5 м. Введена в эксплуатацию в 2019 году..

### Иссыкская ГЭС-2
Пущена 3 ноября 2008 года. Расположена на 0,7 км ниже селезащитной плотины Иссыкского озера на территории Иле-Алатауского государственного национального природного парка. Состав сооружений ГЭС:
- водозаборное сооружение;
- отстойник с песколовкой и промывным каналом;
- деривационный трубопровод;
- здание ГЭС;
- отводящий канал.

Мощность ГЭС — 4,9 МВт, среднегодовая выработка — 25 млн кВт⋅ч. Стоимость проекта составила $4,3 млн. В здании ГЭС установлен один гидроагрегат с горизонтальной радиально-осевой турбиной фирмы Andritz.

### Иссыкская ГЭС-3
Пущена 20 марта 2014 года. Мощность — 840 кВт (по другим данным — 980 кВт), среднегодовая выработка 5,9 млн кВт.ч. Станция деривационного типа, напор 120 м. В здании ГЭС установлен один гидроагрегат с горизонтальной радиально-осевой турбиной китайского производства.

### Иссыкская ГЭС-4
Пущена 20 марта 2014 года. Мощность — 140 кВт, среднегодовая выработка 1,1 млн кВт.ч. Станция деривационного типа, напор 26 м, располагается на сбросном водоводе Иссыкской ГЭС-3. В здании ГЭС установлен один гидроагрегат с горизонтальной радиально-осевой турбиной китайского производства.

## Каскад ГЭС на р. Лепсы

### Антоновская ГЭС
Расположена на р. Лепсы в Алматинской области, Саркандский район. Мощность ГЭС — 1,6 МВт, выработка в 2012 году — 11 млн кВт⋅ч, в здании ГЭС установлены 2 гидроагрегата с вертикальными поворотно-лопастными турбинами ПЛ-245-ВБ-120, произведёнными заводом «Уралгидромаш» в 1960 году. Турбины приводят в действие генераторы ВГСП 215/24-16 мощностью по 0,8 МВт.

### ГЭС Лепсы-2
Расположена на р. Лепсы, Алматинская область, Саркандский район, около села Койлык. Строительство начато в августе 2014 года, введена в эксплуатацию 30 ноября 2016 года. Состав сооружений ГЭС:
- грунтовая каменно-земляная плотина;
- поверхностный водосброс;
- строительно-эксплуатационный тоннельный водосброс;
- напорный туннель;
- напорный бассейн;
- турбинные водоводы;
- здание ГЭС;
- отводящий канал;
- ОРУ 10/35 кВ;
- отводящий канал.

Мощность ГЭС — 16,99 МВт, среднегодовая выработка — 67,78 млн кВт.ч. Станция плотинного типа, расчетный напор 40 м. В здании ГЭС расположены четыре гидроагрегата с вертикальными радиально-осевыми турбинами китайского производства. Собственник — ТОО «АСПМК-519».

## Меркенский каскад
Расположен на реке Мерке в Меркенском районе Жамбылской области.

### Меркенская ГЭС-1
Мощность — 0,62 МВт, выработка в 2012 году — 3,2 млн кВт⋅ч, пущена в 1956 году.

### Меркенская ГЭС-2
Мощность — 1,5 МВт, выработка в 2012 году — 7,45 млн кВт⋅ч, пущена в 1965 году. Модернизирована в 2015 году .

### Меркенская ГЭС-3
Мощность — 1,5 МВт, среднегодовая выработка — 6,5 млн кВт⋅ч, стоимость сооружения — 237 млн тенге. ГЭС пущена 28 декабря 2010 года.

## Каскад ГЭС на р. Келес
Расположен на реке Келес, Сарыагашский район, Южно-Казахстанская область.

### Кошакар-Ата ГЭС
Построена в 1997—2001 годах. Мощность — 1,3 МВт, среднегодовая выработка — 7 млн кВт⋅ч. Станция руслового типа, напор 7,6 м. Собственник — ТОО «Келесгидрострой».

### ГЭС Рысжан
Введена в эксплуатацию в августе 2014 года (по другим данным, в 2015 году). Мощность — 2 МВт, среднегодовая выработка — 11,4 млн кВт.ч. Станция деривационного типа, напор 25 м. Турбина ПР 661—120 МБ, изготовлена на заводе «Уралгидромаш». Собственник — ТОО «Келесгидрострой».

## Каскад ГЭС на р. Тургень
Расположен на реке Тургень, Алма-атинская область.

### Тургеньская ГЭС
Введена в эксплуатацию в 2017 году. Мощность ГЭС — 1,4 МВт. Собственник — ТОО «Завод Электрокабель».

### ГЭС «Караш»
Введена в эксплуатацию в 2015 году. Мощность ГЭС — 0,125 МВт. Собственник — ТОО «ЖЕТЫСУ-ENERGO».

## Верхне-Басканская ГЭС-1
Расположена на реке Верхний Баскан, Алматинская область, Саркандский район, вблизи с. Екиаша. Введена в эксплуатацию 31 декабря 2015 г.
Состав сооружений ГЭС:
- плотина;
- деривационный безнапорный канал;
- напорный бассейн;
- напорные водоводы;
- здание ГЭС;
- ОРУ 6/35 кВ (блочная);
- отводящий канал.

Мощность ГЭС — 4,5 МВт, среднегодовая выработка — 30 млн кВт⋅ч. Станция деривационного типа, расчетный напор 50 м. В здании ГЭС расположены три гидроагрегата с горизонтальными радиально-осевыми турбинами китайского производства.

## Талгарская ГЭС
Расположена на реке Талгар. Мощность ГЭС — 3,2 МВт, среднегодовая выработка электроэнергии около 20 млн кВт.ч. В здании ГЭС установлены 3 гидроагрегата с горизонтальными радиально-осевыми турбинами РО-15-ГМ-84, произведёнными заводом «Уралгидромаш» в 1959 году. Турбины приводят в действие генераторы СНГ-1250/600 мощностью по 1,1 МВт, производства ЛТГЗ (сейчас ООО «Электротяжмаш-Привод»). Напорный трубопровод и трубопровод холостого водосброса металлические, длиной 208 и 206 м соответственно. Введена в эксплуатацию в 1960 году. В 1992 году водозаборные сооружения были разрушены селем, станция  перешла на работу по временной схеме. В 2014 году часть трассы деривационного канала была разрушена в результате схода селя, станция остановлена. В декабре 2018 года вновь введена в эксплуатацию после реконструкции. Существует проект по реконструкции ГЭС с увеличением её мощности до 6 МВт. Собственник — ТОО «AlmatyEngineering».

## Тургусунская ГЭС
Тургусунская ГЭС расположена на реке Тургусун. Мощность ГЭС — 24,9 МВт, среднегодовая выработка электроэнергии около 79,8 млн кВт.ч. Была введена в строй в 2021 году. В планах построить еще две ГЭС, тем самым образовать каскад.

## Сергеевская ГЭС
Расположена на реке Ишим, в качестве напорного сооружения используется плотина Сергеевского водохранилища в районе города Сергеевка. Введена в эксплуатацию в 1968 году. Мощность — 2,46 МВт, среднегодовая выработка электроэнергии — 16 млн кВт.ч. В здании ГЭС установлены две гидротурбины с пропеллерными турбинами и генераторами ВГСП 213/29-14 мощностью по 1,23 МВт. Здание ГЭС совмещено с донным водосбросом. Собственник — РГП «Казводхоз».

## Тасоткельская ГЭС
Расположена на реке Чу в Шуском районе Жамбыльской области, пристроена к плотине Тасоткельского водохранилища. Мощность — 9,2 МВт, среднегодовая выработка — 45,6 млн кВт⋅ч. Пущена 16 мая 2013 года, стоимость строительства составила 1,35 млрд тенге.

## Другие малые ГЭС
- ГЭС «Манкент» — 2,5 МВт. Расположена в Сайрамском районе Южно-Казахстанской области, у с. Манкент, на реке Аксу (Правобережный канал). Введена в эксплуатацию в 2017 году. Собственник — ТОО «Аксу-Энерго». В здании ГЭС установлено два гидроагрегата с горизонтальными турбинами[29].
- Успенская ГЭС (Успеновская ГЭС) — 2,5 МВт, выработка в 2012 году — 4,55 млн кВт⋅ч; в здании ГЭС установлены 2 гидроагрегата с вертикальными поворотно-лопастными турбинами ПЛ-245-ВБ-120, произведёнными заводом «Уралгидромаш» в 1960 году. Турбины приводят в действие генераторы ВСГП-5-213-29/14 мощностью по 1,25 МВт, производства завода «Уралэнергомаш». Расположена на р. Тентек, Алматинская область, Алакольский район;
- Саркандская ГЭС им. Мелиса Разбекова — 2,4 МВт. Построена (восстановлена) в 1998 году частным предпринимателем Мелисом Разбековым, на месте ране существовавшей и разрушенной селем в 1982 году малой ГЭС. Имела мощность 0,5 МВт, выработка в 2012 году — 2,58 млн кВт⋅ч. В 2013 году реконструирована с увеличением мощности. Расположена на р. Сарканд, Алматинская область[30].
- Каракыстакская ГЭС — 2,3 МВт, среднегодовая выработка — 9,78 млн кВт⋅ч. Расположена в с. Каменка Турара-Рыскуловского района Жамбылской области, на р. Каракыстак. Пущена в 2013 году. Станция деривационного типа (деривация в виде трубы длиной 3,8 км);
- ГЭС «Хоргос» — 2 МВт, в здании ГЭС смонтированы 4 гидроагрегата с горизонтальными радиально-осевыми турбинами мощностью по 0,5 МВт, производства ЗАО «МНТО ИНСЭТ». Расположена на реке Хоргос, Алматинская область. Введена в эксплуатацию в 2014 году[31].
- Зайсанская ГЭС — 2 МВт; в здании ГЭС установлены 2 гидроагрегата с горизонтальными радиально-осевыми турбинами РО-662-ГМ-59, произведёнными заводом «Уралгидромаш» в 1965 году. Турбины приводят в действие генераторы СГГ-1000-750 мощностью по 1 МВт, производства ЛТГЗ (сейчас ООО «Электротяжмаш-Привод»).
- Аксуская ГЭС (Аксу ГЭС-1) — 2 МВт (по другим данным — 1,9 МВт)[4], выработка в 2012 году — 12,93 млн кВт⋅ч. Расположена на р. Аксу в Алматинской области. Оборудование станции включает в себя 2 гидротурбины марки РО(Ф)-ВМП 84 и 2 генератора ВГС 213/29-14. Станция пущена после восстановления и реконструкции в начале 2008 года;
- ГЭС «Достык» — 1 МВт. Расположена в Казыгуртском районе Южно-Казахстанской области, на канале Улкен-Кескен. Введена в эксплуатацию в 2017 году. Собственник — ТОО «Salem Consulting».
- Интумакская ГЭС на Интумакском водохранилище — 0,6 МВт[32]. Расположена на р. Нура, в Бухар-Жырауском районе Карагандинской области. Введена в эксплуатацию в 2015 году.
- Инталинская ГЭС-5 — 0,6 МВт[4].
- Урджарская ГЭС — 0,175 МВт; в здании ГЭС установлен 1 гидроагрегат с горизонтальной радиально-осевой турбиной, произведённой австрийским заводом в 1949 году. Генератор фирмы «Сименс Шукерт».

## Перспективные малые ГЭС

### Каскад на реке Чиже
Общая мощность ГЭС каскада — 49,6 МВт. Расположение — Ескельдинский район Алматинской области. Планируется создание 4 ГЭС:
- Головная в каскаде плотинно-деривационная ГЭС-1. Осуществляет регулирование стока с помощью водохранилища полной ёмкостью 27,7 млн м³, полезной ёмкостью — 17,7 млн м³.
- деривационные ГЭС-2, ГЭС-3, ГЭС-4.

В 2018 году проект Чижинской ГЭС-2 мощностью 25,8 МВт прошел общественные слушания.

### Каскад на реке Борохудзир
Общая мощность ГЭС каскада — 10,0 МВт. Расположение — Панфиловский район Алматинской области. Планируется создание 3 деривационных ГЭС:
- ГЭС-1 мощностью 6,1 МВт, среднегодовой выработкой 42,67 млн кВт⋅ч, напором 445 м;
- ГЭС-2 мощностью 1,8 МВт, среднегодовой выработкой 12,45 млн кВт⋅ч, напором 120 м;
- ГЭС-3 мощностью 2,1 МВт, среднегодовой выработкой 14,73 млн кВт⋅ч, напором 140 м.